# Sonsonate
Sonsonate é uma cidade de El Salvador, capital do departamento de Sonsonate.

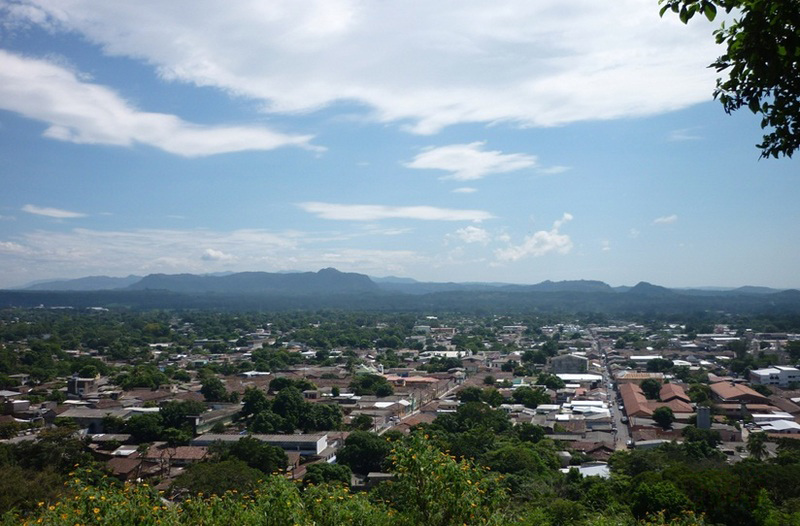
Sonsonate, El Salvador.

É centro de um rico distrito agrícola, e uma importante cidade industrial do país. Produz tecidos de algodão, cerâmica, tapetes e cestos, calçados, açúcar e charutos. Exporta café e açúcar. 

## Transporte
O município de Sonsonate é servido pela seguinte rodovia:
- CA-02, que liga o município de San Francisco Menéndez (Departamento de Ahuachapán) (e a Fronteira El Salvador-Guatemala, na cidade de Moyuta) à cidade de La Unión (Departamento de La Unión)
- SON-35,SON-36, SON-32 , SON-18  que ligam vários cantões do município
- RN-11  que liga a cidade ao município de San Julián (Departamento de Sonsonate)
- CA-12, que liga o distrito de Metapán (Departamento de Santa Ana) (e a Fronteira El Salvador-Guatemala, na cidade de Concepción Las Minas) à cidade de Acajutla (Departamento de Sonsonate)
- SON-10  que liga a cidade ao município de Cuisnahuat
- SON-23  que liga a cidade ao município de Acajutla
- SON-05  que liga a cidade ao município de Acajutla
- SON-22  que liga a cidade ao município de San Julián
- SON-16  que liga a cidade ao município de Caluco
- CA-8A, que liga o distrito à cidade de Sonzacate
- SON-08  que liga a cidade de Sonzacate ao município de Salcoatitán
- SON-38  que liga a cidade ao município de Nahuizalco
- CA-08, que liga o município de Ahuachapán (Departamento de Ahuachapán) (e a Fronteira El Salvador-Guatemala, na cidade de Conguaco - rodovia CA-08 Guatemalteca) à cidade de Colón (Departamento de San Salvador)
- SON-19, que liga o distrito à cidade de San Pedro Puxtla (Departamento de Ahuachapán)
- RN-11, que liga o município à cidade de Izalco[2]